# Тиха Земля (роман)
«Тиха Земля» (англ. The Quiet Earth) — науково-фантастичний роман новозеландського письменника Крейга Гаррісона, в якому події відбуваються на землі, де залишилося лише 3 людей внаслідок наукового експерименту. Втім й за таких обставин люди не можуть між собою домовитися. Виданий 1981 року, 2013 року вийшла нова редакція.

## Зміст
Джон Гобсон, генетик, який бере участь у проєкті, пов'язаному з використанням ДНК, прокидається у своєму готельному номері в місті Темс (Нова Зеландія), після того, як падає з великої висоти. Його наручний годинник зупинився о 6:12. Навкруги тиша. Гобсон перевіряє час у своєму автомобілі, який зупинився о 6:12 годині. На вулиці нікого, магазини зачинені. Спроба впіймати радіохвилі були невдалою, телефони також не працюють. Досліджуючи вулиці, Гобсон не виявляє ознак людей, тварин або інших живих істот. Скрізь годинники показують 6:12. Гобсон приходить до висновку, що якісь сили змусили годинники показати один і той же час, а потім зупинили їх.
Не знаходячи нікого, Гобсон починає сумніватися: може він з'їхав з глузду. Вночі чутні дивні звуки, проте Гобсон нікого не знаходить. Вранці він бере з магазинів пальне, харчі та зброю, а потім вирушає до Окленду. Тут також нікого не знаходить, тому вирішує, що він єдина людина на Землі. Разом з тим він ставить питання, чому він залишився, а інші зникли. За цим Гобсон поспішає до лабораторії, де працював. Голова його підрозділу Перрін вважав, що пробудження сплячих генів призведе до квантового стрибка еволюції. Гобсон знаходить мертвого Перрана в радіаційній камері. Гобсон вирішує, що він загинув перед Ефектом. Так Гобсон назвав усе, що відбулося внаслідок експерименту.
Гобсон їде далі в пошуках людей. В місті Роторуа в річці він бачить живу рибу, тому здогадується, що Ефект не проходить скрізь воду. Відповідно живі організми світового океану залишилися. В місті Турангі раптово натрапляє на Апіран «Апі» Макету, що також зумів врятуватися. Той належить до народу маорі і є молодшим капралом збройних сил.
Разом з Апі Гобсон вирушає до Веллінгтону, де продовжує досліджувати прояви Ефекту. Водночас чоловіки обирають найкращий готель для проживання. Разом вони створюють радіоприймач, з якого відправляють за допомогою абетки Морзе повідомлення по всій планеті. За час відсутності Апі, що вирушив на пошуки нового автомобіля, Гобсон знаходить у нього фото з мертвими в'єтнамцям, біля яких Апі позує. Вчений приходить до думки, що маорі психопат.
Поступово Гобсон приходить до думки щодо необхідності вбити Апі. В цей час, коли чоловіки їдуть в авто, на шлях вибігає жінка, яку вони збивають. Її перевозять до готелю, де намагаються допомогти. Своєю чергою Апі вивчає Біблію, а потім повідомляє Гобсону, що він вирішив таємницю загадки 6:12. Це, на думку Апі, відноситься до числа звіра, 666 і до книги Одкровення 6:12, де мова йде про людей, що ховаються від обличчя Бога. Гобсон з цим не погоджується. В розпал суперечки жінка помирає, а Апі починає істерити. В результаті Гобсон і Апі влаштовують перестрілку, в якій Апі гине. Гобсон знову опиняється наодинці.
Поступово Гобсон, вивчаючи нотатки Перрена, починає згадувати події перед Ефектом. Невдовзі він розуміє, що саме його дії призвели до зникнення людства. Разом з тим він висловлює думку, що десь на інших континентах люди залишилися. Втім провина за скоєне призводить до того, що Гобсон стрибає з вікна готелю. Він летить до землі, але раптово прокидається в готелі в Темсі. Гобсон дивиться на годинник: той показує 6:12.

## Екранізація
У 1985 році за романом новозеландський кінорежисер Джеф Мерфі зняв фільм з такою ж назвою.